# Broken Sword: The Serpent’s Curse
Broken Sword: The Serpent's Curse – piąta odsłona serii komputerowych gier przygodowych Broken Sword. Gra została wydana przez studio Revolution Software 4 grudnia 2013.
W przeciwieństwie do poprzednich części, gra została wydana bezpośrednio przez producenta, studio Revolution Software, a część projektu (400 000 $) sfinansowana została przez graczy, którzy za pomoc (księgowaną na serwisie Kickstarter) otrzymali różne upominki.
Graficznie The Serpent's Curse stanowi kompromis między poprzednimi częściami serii, z których pierwszą i drugą wydano w 2D, a trzecią i czwartą – z grafiką trójwymiarową. Tym razem trójwymiarowe pozostały jedynie postacie (wykonane w technologii cel-shading), poruszające się na ręcznie malowanych tłach, podobnie jak miało to miejsce w innej serii gier przygodowych – Runaway. Gra została zdubbingowana w językach angielskim, francuskim, niemieckim, hiszpańskim i włoskim, natomiast kinowo zlokalizowane zostały wersje polska i rosyjska.
Akcja gry toczy się w nieokreślonym czasie po zakończeniu części czwartej. George Stobbart (w tej roli ponownie Rolf Saxon) spotyka w paryskiej galerii sztuki swoją dawną dziewczynę, Nicole Collard, a chwilę potem są świadkami zuchwałej kradzieży, w wyniku której ginie mężczyzna, a także pozornie niewiele warty obraz.